# Шіха Уберой
Шіха Уберой (англ. Shikha Uberoi; нар. 5 квітня 1983) — колишня американська тенісистка.
Найвищу одиночну позицію світового рейтингу — 122 місце досягла 29 серпня 2005, парну — 87 місце — 19 лютого 2007 року.
Здобула 3 одиночні та 2 парні титули.
Найвищим досягненням на турнірах Великого шолома було 2 коло в одиночному розряді.
Завершила кар'єру 2011 року.

## Фінали турнірів WTA

### Парний розряд: 3 (3 поразки)
| Легенда                 |
| ----------------------- |
| Турніри Великого шолома |
| Tier I                  |
| Tier II                 |
| Tier III, IV & V        |

| Результат | Ранг | Дата            | Турнір                                    | Покриття | Партнерка   | Суперниці                              | Рахунок       |
| --------- | ---- | --------------- | ----------------------------------------- | -------- | ----------- | -------------------------------------- | ------------- |
| Поразка   | 1.   | 25 вересня 2005 | Sunfeast Open, Індія                      | Тверде   | Нега Уберой | Олена Лиховцева Анастасія Мискіна      | 6–1, 6–0      |
| Поразка   | 2.   | 2 жовтня 2005   | Guangzhou International Women's Open, КНР | Тверде   | Нега Уберой | Марія Елена Камерін Еммануель Гальярді | 7–6(7–5), 6–3 |
| Поразка   | 3.   | 7 січня 2007    | ASB Classic, Нова Зеландія                | Тверде   | Сє Шувей    | Жанетта Гусарова Паола Суарес          | 6–0, 6–2      |

## Фінали ITF

### Одиночний розряд (3–0)
| Легенда          |
| ---------------- |
| турніри $100,000 |
| турніри $75,000  |
| турніри $50,000  |
| турніри $25,000  |
| турніри $10,000  |

| Фінали за покриттям |
| ------------------- |
| Тверде (3–0)        |
| Ґрунт (0–0)         |
| Трава (0–0)         |
| Килим (0–0)         |

| Результат | Ранг | Дата           | Турнір                 | Покриття | Суперниця     | Рахунок  |
| --------- | ---- | -------------- | ---------------------- | -------- | ------------- | -------- |
| Перемога  | 1.   | 3 серпня 2003  | ITF Гаррісонсбург, США | Тверде   | Мегга Вакарія | 6–1, 6–1 |
| Перемога  | 2.   | 20 червня 2004 | ITF Форт-Верт, США     | Тверде   | Нега Уберой   | 6–1, 6–2 |
| Перемога  | 3.   | 27 червня 2004 | ITF Едмонд, США        | Тверде   | Енн Мелл      | 6–2, 6–4 |

### Парний розряд (3–3)
| Легенда          |
| ---------------- |
| турніри $100,000 |
| турніри $75,000  |
| турніри $50,000  |
| турніри $25,000  |
| турніри $10,000  |

| Фінали за покриттям |
| ------------------- |
| Тверде (2–2)        |
| Ґрунт (1–1)         |
| Трава (0–0)         |
| Килим (0–0)         |

| Результат | Ранг | Дата           | Турнір                | Покриття | Партнерка          | Суперниці                             | Рахунок          |
| --------- | ---- | -------------- | --------------------- | -------- | ------------------ | ------------------------------------- | ---------------- |
| Перемога  | 1.   | 21 лютого 2000 | ITF Вікторія, Мексика | Тверде   | Бренді Фройденберґ | Марія Еухенія Бріто Алехандра Ріверо  | 6–1, 6–1         |
| Поразка   | 1.   | 20 червня 2004 | ITF Форт-Верт, США    | Тверде   | Нега Уберой        | Ваня Кінг Енн Мелл                    | 6–2, 3–6, 6–7(5) |
| Поразка   | 2.   | 21 червня 2008 | ITF Х'юстон, США      | Тверде   | Кім-Ан Нгуєн       | Катріна Томпсон Крістіан Томпсон      | 3–6, 5–7         |
| Перемога  | 2.   | 14 червня 2009 | ITF Ель-Пасо, США     | Тверде   | Крістіна Фусано    | Марія-Фернанда Алвес Тетяна Лужанська | 6–3, 7–5         |
| Поразка   | 3.   | 26 червня 2011 | ITF Клівленд, США     | Ґрунт    | Даєнн Голландс     | Брук Остін Брук Болендер              | 6–7(2), 3–6      |
| Перемога  | 3.   | 3 липня 2011   | ITF Баффало, США      | Ґрунт    | Даєнн Голландс     | Пауліна Біґос Бріттані Вовчук         | 7–5, 6–4         |